# Thomas Martyn
Thomas Martyn (23 settembre 1735 – 3 giugno 1825) è stato un botanico inglese.
Fu Professore di botanica all'Università di Cambridge. Talvolta è stato confuso con l'omonimo zoologo ed entomologo.

## Biografia
Thomas Martyn fu figlio del botanico John Martyn (1699-1768). Venne educato a Chelsea e all'Emmanuel College di Cambridge, laureato nel 1756 e divenuto membro del Sidney Sussex College e ordinato diacono nel 1758. Nel 1759 divenne sacerdote. Nel 1762 sostituì suo padre come professore di botanica all'università e mantenne l'incarico fino alla sua morte nel 1825, sebbene condusse lezioni solo fino al 1796. La cattedra di Thomas Martyns durò per 63 anni, mentre suo padre mantenne la stessa posizione per 29. Thomas Martyn venne nominato membro della Royal Society nel 1786.

## Opere

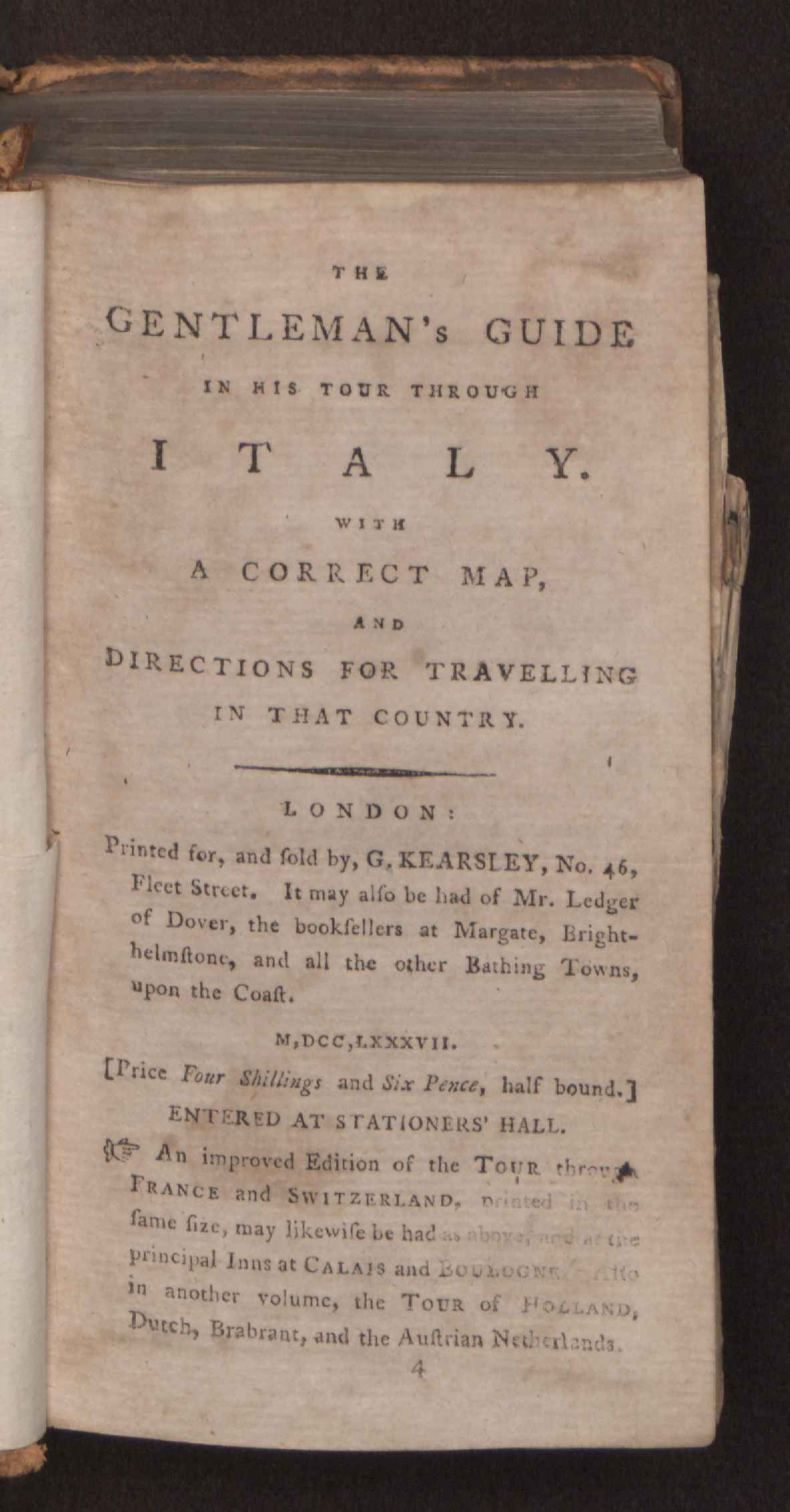
Gentleman's guide in his tour through Italy, 1787

Due delle maggiori opere sono Plantæ Cantabrigiensis (1763) e Flora Rustica 4 volumi (1792-1794). Egli tradusse Lettres sur la botanique di Rousseau. Come sacerdote della chiesa anglicana, Thomas Martyn predicò fino a 82 anni; nel 1830 George Cornelius Gorham, suo parroco, pubblicò una duplice biografia che consiste nella memoria del padre di Martyn e nella memoria autobiografica di Martyn (Memoirs of John Martyn, F.R.S., and of Thomas Martyn, B.D., F.R.S, F.L.S., Professors of Botany in the University of Cambridge, London, Hatchard & Son).
Altri scritti di Thomas Martyn: The English Connoisseur (1766), The Gentleman's Guide in his Tour through Italy (1787), The Language of Botany (1793) e The Gardeners' and Botanists' Dictionary (1807).